# Voyage of the Damned (album)
Voyage of the Damned è il settimo album della power metal band Iron Fire. L'album è stato pubblicato il 27 gennaio dall'etichetta discografica Napalm Records.

## Tracce
1. The Dark Beyond - 01:26
2. Enter Oblivion OJ-666 - 04:13
3. Taken - 05:12
4. Slaughter of Souls - 05:13
5. Leviathan - 05:54
6. The Final Odyssey - 05:58
7. Ten Years in Space - 04:12
8. Voyage of the Damned - 10:07
9. With Different Eyes - 04:33
10. Dreams of the Dead Moon - 05:18
11. Verge to Collide - 04:34
12. Realm of Madness - 04:04
13. Warmaster of Chaos (digipack bonus Track)

## Formazione
- Martin Steene - voce
- Fritz Wagner - batteria
- Kirk Backarach - chitarra
- Martin Lund - basso